# Might and Magic: The Secret of the Inner Sanctum
Might and Magic: The Secret of the Inner Sanctum (tradus Forță și Magie : Secretul Sanctuarului Interior) este un joc de rol pentru calculator timpuriu, lansat pentru Apple II, MS-DOS și multe alte platforme, și de asemenea primul joc din seria Might and Magic. A fost publicat în anul 1986 de New World Computing și relansat cu ediția specială a lui Might and Magic VI: The Mandate of Heaven.
Versiunea originală pentru Apple II a fost creată aproape exclusiv de Jon Van Caneghem pe o perioadă de trei ani. Din cauza popularității sale a fost rescrisă pentru numeroase alte platforme populare în acel timp. 

## Poveste
Acțiunea jocului are loc în VARN (Vehicular Astropod Research Nacelle), ea conține vaste terenuri în aer liber, castele, peșteri, orașe în subteran și un Plan Astral.
Jocul are ca protagoniști 6 aventurieri porniți în misiunea de a descoperi secretul Sanctuarului Interior. Pe parcursul aventurii eroii găsesc informații despre vânătoarea lui Corak a lui Sheltem. Ei ajung până la urmă să îl demaște pe Sheltem ce se dădea drept Rege și să îl înfrângă. La sfârșitul jocului cei 6 eroi merg prin "Portalurile spre o Altă Lume" și călătoresc spre CRON (Central Research Observational Nacelle) neștiind că și Sheltem a evadat în această lume.
Deși VARN este populat de elemente aparținând fanteziei medievale cum ar fi cavaleri în armură, monștrii mitici și vrăjitori, apar și un număr de elemente science fiction. De exemplu povestea lui Sheltem apare prima oară odată cu descoperirea protagoniștilor a unei nave spațiale eșuată pe pământ, extratereștrii din navă spun că prizonierul ce îl transportau a evadat în lume.